# Мандельштам, Роальд Чарльсович
Роа́льд Ча́рльсович Мандельшта́м (16 сентября 1932, Ленинград — 26 февраля 1961, Ленинград) — русский поэт.

## Биография
Родился в Ленинграде 16 сентября 1932 года.
Его отец, Чарльз Яковлевич Горович (1907, Нью-Йорк — ?), окончил Ленинградский технологический институт; работал экономистом в отделе рабочего снабжения Мурманского морского торгового порта: «.. его.. родители происходили из весьма обеспеченной семьи, и бабушка поэта ездила рожать в Нью-Йорк». Отец не вырос в Америке, не был революционером и, соответственно, не возвращался в СССР в тридцатые годы «помогать строить социализм», как об этом ошибочно пишут некоторые исследователи.</ref>
репрессирован в 1936 году, после освобождения отбывал ссылку в Казахстане. Мать, Елена Иосифовна Мандельштам (во втором браке Томинг, затем Томина; 6 июня 1906 — ?) — дочь адвоката Иосифа Владимировича Мандельштама, окончила Ленинградский технологический институт. Брак родителей был гражданским, и они разошлись вскоре после рождения сына.
В 1941 году Роальд Мандельштам, вместе с бабушкой со стороны матери Верой Ионовной, был эвакуирован из блокадного Ленинграда. Жил в Казахстане вместе с отцом, находившимся там в ссылке, затем в Сибири. В 1946 году вернулся в Ленинград.
С 1947 года жил с матерью и сводной сестрой Еленой Дмитриевной Томиной (в замужестве Петровой) по адресу Садовая улица, д. 107, кв. 19.
Учился в Политехническом институте, затем на восточном факультете Ленинградского университета. Образования не закончил; из-за тяжелой формы костного туберкулёза нигде не мог работать, в последние годы почти не выходил из дома.
В 1954 году женился на поэтессе Нине Владимировне Маркевич (1931—1992?).
С конца 1940-х гг. Роальд Мандельштам стал центром небольшого круга художников, из бывших учеников СХШ к ним принадлежали Александр Арефьев, Александр Траугот, Вадим Преловский, Рихард Васми, Шолом Шварц, Валентин Громов, Владимир Шагин и другие.
Неоднократно пробовал публиковать свои стихи, но прижизненных публикаций не имел.
С конца 1950-х гг. испытывал постоянные обострения болезни, неоднократно лежал в больнице.
26 января 1961 года умер в больнице от кровоизлияния, похоронен на Красненьком кладбище в Ленинграде. Тяжело переживавший эту кончину Арефьев несколько месяцев, ночуя в кладбищенских склепах, сознательно вёл на кладбище бродячий образ жизни вместе с В. Шагиным.
В могилу же Мандельштама в 1990-е гг. был похоронен прах художника А. Д. Арефьева, умершего во Франции, а в сентябре 1998 года — прах художника Р. Р. Васми. В мае 2012 года на общей могиле был поставлен памятник.

## Творчество
Мандельштам — ярко выраженный поэт-одиночка, в жизни и творчестве следовавший поздним романтикам (и отчасти акмеистам: так, сквозной для поэзии Мандельштама образ трамвая унаследован им от Николая Гумилёва). Поэзия Мандельштама не чужда стилизации (в частности, жанр некоторых его стихотворений обозначен средневековыми названиями: альбы, сирвенты) — наследие романтизма и более ранних поэтических эпох используется им как для отталкивания от современной официальной поэзии, так и для придания новой глубины окружающей действительности. Постоянная тема Роальда Мандельштама — его родной город, предстающий в его стихах в мрачно-мистическом свете согласно устойчивой традиции, восходящей к русской классике XIX века, от «Медного всадника» Пушкина до прозы Достоевского:
В целом мире не сыщешь белее ночей,
Мостовых не найдёшь горячей,
А в ночи безотрадней домов не найти,
Перевитых в ночные пути. <…>
В эти чёрные окна, лишь гаснет заря,
Наливается свет фонаря,
А в пустой тишине — запоздалый трамвай
Да собачий серебряный лай.
Акцент на пейзаже, на внешней изобразительности во многих стихах Мандельштама отчасти вызван его прочными и интенсивными творческими связями ленинградскими художниками 1950—60-х гг. — с Александром Арефьевым, Рихардом Васми, Шоломом Шварцем.
При жизни автора не было опубликовано ничего из написанного им. Первые публикации стихов Роальда Мандельштама состоялись в самиздате и за границей на рубеже 1970—1980-х гг., первая полиграфическая публикация в России — в 1991 году.

## Труды
- Избранное. — Иерусалим, 1982. / Послесловие А. Волохонского.
- Алый трамвай. — СПб.: Борей-Art, 1994. / Сост. Н. Подольский. Предисловие Ю. Новикова.
- Стихотворения. — СПб.: Издательство Чернышева, 1997. / Сост. Р. Васми, О. Котельников. Предисловие О. Покровского.
- Стихотворения. — Томск: Водолей, 1997. / Сост. О. Бараш, А. Крестовиковский. Предисловие О. Бараш.
- Собрание стихотворений. — СПб.: Издательство Ивана Лимбаха, 2006. / Сост. Б. Рогинский, Е. Томина-Мандельштам. Послесловия Б. Рогинского и Д. Давыдова.